# 前列腺痛
 前列腺痛是前列腺炎中常见类型之一。有如同没有致病生物体的慢性前列腺炎患者的全部自我症状。 
唯独前列腺痛是前列腺炎各类型中前列腺按出液在光学显微镜下，每高倍视野中白细胞计数不超过10个。
部分前列腺痛患者尿流率图曲线见齿型波，最大尿流率正常；平均尿流率时间相对延长。